# Bundesstraße 122
Die Bundesstraße 122 (Abkürzung: B 122) ist eine 2005 neugeschaffene Bundesstraße zwischen Wesenberg in Mecklenburg-Vorpommern und Alt Ruppin in Brandenburg und damit (bezogen auf die Trasse) die jüngste Bundesstraße mit einer 100er Nummer. Bis 2005 war diese Straße die Landesstraße 192 (L 192). Sie führt durch die Mecklenburgische Seenplatte und das Rheinsberger Seengebiet. Die Strecke von Wesenberg bis Rheinsberg ist außerdem Teil der Deutschen Alleenstraße.

## Verlauf
- Mecklenburg-Vorpommern
  - Wesenberg, B 198 (0,0 km)
  - Wustrow (6,0 km)
  - Canow (11,0 km)
- Brandenburg
  - Prebelow (14,5 km)
  - Zechlinerhütte (18,5 km)
  - Rheinsberg (26,5 km)
  - Köpernitz b. Rheinsberg (30,5 km)
  - Dierberg (35,5 km)
  - Zippelsförde (41,5 km)
  - Alt Ruppin, B 167 (48,5 km)

## Geschichte

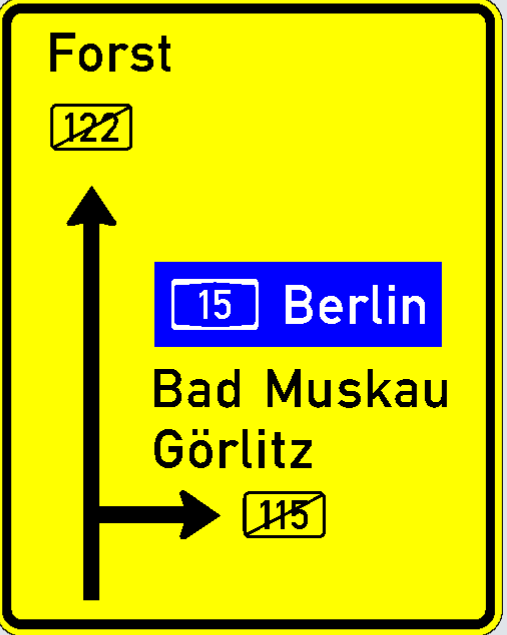
Alter Wegweiser bei Cottbus am Knotenpunkt B 115/B 122, nachdem die Abstufung erfolgte

Die ehemalige Fernverkehrsstraße 122 (FVS 122), 1934 in Reichsstraße 122 umbenannt, führte von Cottbus über Glogau bis zur damaligen polnischen Grenze bei Fraustadt. Seit 1945 befindet sich der größte Teil der Straße auf polnischem Gebiet.
Die B 122 war deren bei Deutschland verbliebener Rest, 1949 bis 1990 in der DDR als Fernverkehrsstraße 122 (F 122) bezeichnet, danach Bundesstraße. Sie begann bei Cottbus an der B 115 und endete in Klein Bademeusel an der A 15. Diese alte B 122 wurde 2005 aufgrund der in der Nähe verlaufenden A 15 zur Landesstraße 49 umgewidmet. Im selben Jahr wurde die frühere Landesstraße L 192 zur Bundesstraße 122 aufgestuft.